# Bundesstraße 224
Die Bundesstraße 224 (Abkürzung: B 224) ist eine Bundesstraße in Nordrhein-Westfalen. Sie ist auf dem Abschnitt bei Gladbeck stark befahren, da sie gemeinsam mit der A 52 eine Eckverbindung mit der A 2 Richtung Oberhausen/Düsseldorf und der A 43 Richtung Münster/Bremen (A 1) herstellt, denn der Weg über das Kreuz Recklinghausen ist etwa 7 Kilometer länger.

## Verlauf
Die B 224 führt von Raesfeld im südlichen Münsterland durch das Zentrum des Ruhrgebiets über Gelsenkirchen-Buer und Essen in das Bergische Land nach Solingen.
Ab der Anschlussstelle Gelsenkirchen-Hassel verläuft die B 224 weiter über die A 52, die nachfolgend kurz vor Gladbeck endet und als B 224 weitergeführt wird. Auch das Autobahnkreuz Essen-Nord ist ein Teil der geplanten A 52.
Zwischen den Autobahnkreuzen Velbert-Nord (A 44) und Sonnborner Kreuz (A 46) wurde die B 224 autobahnähnlich ausgebaut und ist seit dem 1. September 2007 Bestandteil der A 535.

## Geschichte
1815 wurde die Essen-Solinger Provinzialstraße von Dornap nach Vohwinkel angelegt. Der Streckenabschnitt von Vohwinkel nach Solingen wurde 1841 fertiggestellt.
Bei der 1932 eingeführten Nummerierung der deutschen Fernverkehrsstraßen wurde die Straße von Straelen an der Grenze zu den Niederlanden über Duisburg, Essen und Solingen nach Lennep als Fernverkehrsstraße 60 bezeichnet, die 1934 zu einer Reichsstraße wurde. Als das Reichsstraßennetz Mitte der 1930er Jahre erweitert wurde, wurde der Abschnitt von Essen nach Solingen Teil der neuen Reichsstraße 224, ab 1949 Bundesstraße 224.

## Ausbauzustand
| Abschnitt                                                            | Streifen | Trennstreifen  | Bemerkung |
| -------------------------------------------------------------------- | -------- | -------------- | --- |
| Raesfeld – L 509 Dorsten-Hervest                                     | 2        | nein           | |
| L 509 Dorsten-Hervest – Dorsten-Feldmark                             | 4        | ja             | in den Kreuzungen mit der Bundesstraße 225 jeweils nur eine Rechtsabbiegespur markiert                                 |
| Dorsten-Feldmark – Gelsenkirchen-Hassel                              | 2        | nein           | in der Anschlussstelle Gelsenkirchen-Hassel kreuzen sich beide Richtungsfahrbahnen je einmal höhenfrei und höhengleich |
| Gelsenkirchen-Hassel – Stadtgrenze Gelsenkirchen / Gladbeck          | 4        | ja             | zur Autobahn A 52 hochgestuft                                                                                          |
| Stadtgrenze Gelsenkirchen / Gladbeck – Essen / Gladbeck              | 4        | nur Schutzwand | autobahnähnlich |
| Essen / Gladbeck – Essen-Nord                                        | 4        | ja             | autobahnähnlich |
| Essen-Nord – Johanniskirchstraße Essen                               | 4        | ja             | autobahnähnlich; Umweltzone Essen                                                                                      |
| Johanniskirchstraße Essen – Daniel-Eckhardt-Straße/Teilungsweg Essen | 4        | nein           | Umweltzone Essen |
| Daniel-Eckhardt-Straße/Teilungsweg Essen – Schonnefeldstraße Essen   | 4        | nein           | Umweltzone Essen; LKW-Fahrverbot montags bis freitags von 6 bis 13 Uhr in Nord-Süd-Richtung                            |
| Schonnefeldstraße Essen – K 16 Essen                                 | 4        | ja             | Umweltzone Essen; LKW-Fahrverbot montags bis freitags von 6 bis 13 Uhr in Nord-Süd-Richtung                            |
| K 16 Essen – Essen                                                   | 4        | ja             | Umweltzone Essen; in der Kreuzung Gladbecker Straße/Grillostraße nur eine Rechtsabbiegespur markiert                   |
| Essen – Essen                                                        | 4        | nein           | Umweltzone Essen |
| Essen – L 415 Essen                                                  | 4        | ja             | Umweltzone Essen |
| L 415 Essen – Krawehlstraße Essen                                    | 4        | nein           | Umweltzone Essen |
| Krawehlstraße Essen – Essen-Werden                                   | 4        | ja             | Umweltzone Essen |
| Essen-Werden – Stadtgrenze Essen/Velbert                             | 2        | nein           | Umweltzone Essen |
| Stadtgrenze Essen/Velbert – Velbert-Nord                             | 2        | nein           | |
| Velbert-Nord – Wuppertal-Sonnborn                                    | 4        | ja             | zur Autobahn A 535 hochgestuft                                                                                         |
| Wuppertal-Sonnborn – Wernerstraße Solingen                           | 2        | nein           | |
| Wernerstraße Solingen – Solingen                                     | 4        | ja             | |